# Liste des cantons de Seine-et-Marne

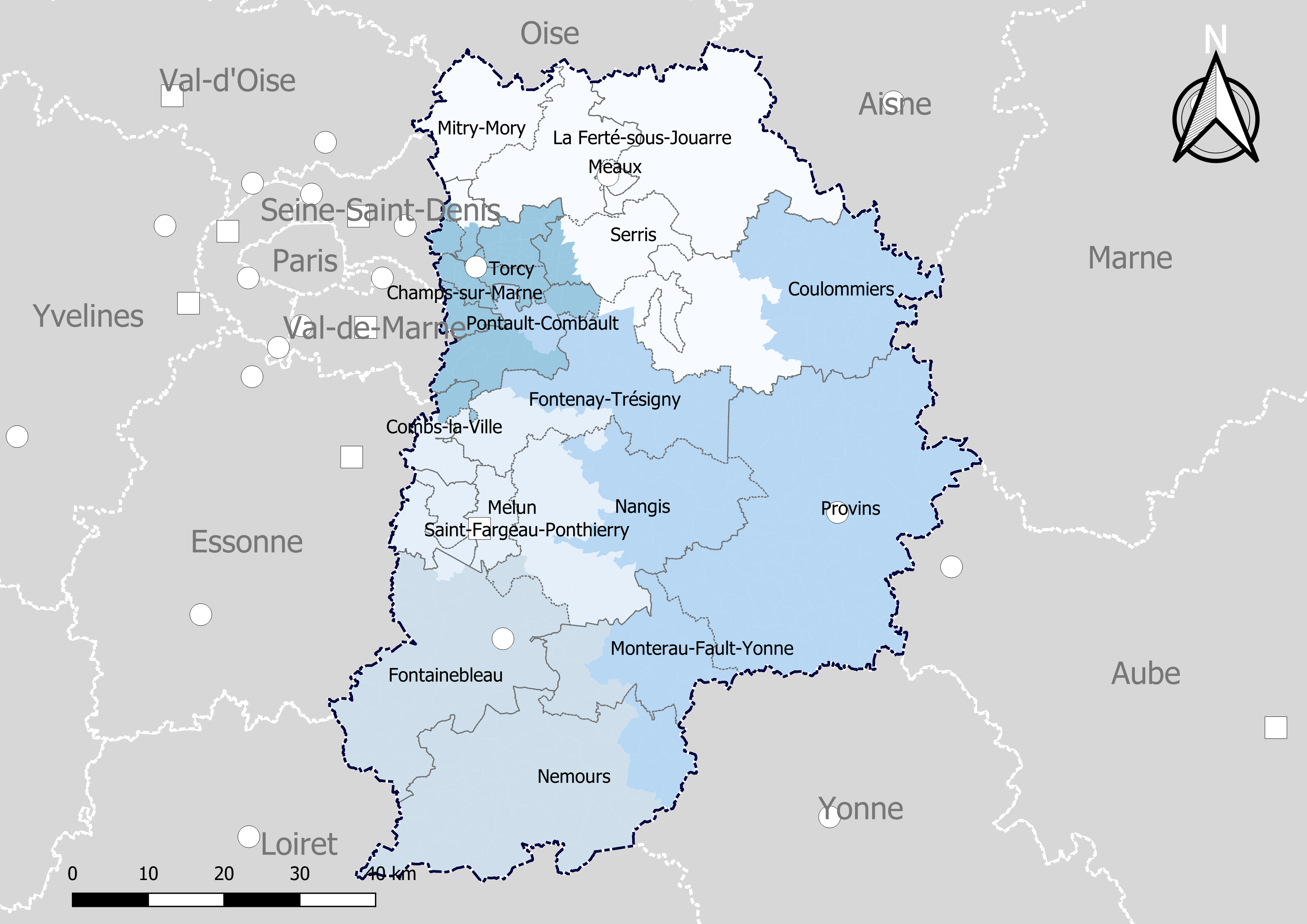
Découpage cantonal du département de Seine-et-Marne, avec en surimpression les arrondissements (en nuances de bleu) - Carte arrêtée au 1er janvier 2019.

Le département de Seine-et-Marne compte 23 cantons depuis le redécoupage cantonal de 2014 (43 cantons auparavant).

## Histoire

### Découpage cantonal antérieur à 2015
Liste des 43 cantons du département de Seine-et-Marne, par arrondissement :
Les cantons de Seine-et-Marne avaient une population moyenne de 27 762 habitants en 1999.
- arrondissement de Melun (10 cantons - préfecture : Melun). Ces cantons ont une population moyenne de 33 538 habitants en 2007, contre 30 450 habitants en 1999 :
canton de Brie-Comte-Robert - canton du Châtelet-en-Brie - canton de Combs-la-Ville - canton du Mée-sur-Seine - canton de Melun-Nord - canton de Melun-Sud - canton de Mormant - canton de Perthes - canton de Savigny-le-Temple - canton de Tournan-en-Brie

- arrondissement de Torcy (10 cantons - sous-préfecture : Torcy). Ces cantons ont une population moyenne de 34 358 habitants :
canton de Champs-sur-Marne - canton de Chelles - canton de Claye-Souilly - canton de Lagny-sur-Marne - canton de Noisiel - canton de Pontault-Combault - canton de Roissy-en-Brie - canton de Thorigny-sur-Marne - canton de Torcy - canton de Vaires-sur-Marne

- arrondissement de Meaux (8 cantons - sous-préfecture : Meaux). Ces cantons ont une population moyenne de 28 707 habitants :
canton de Coulommiers - canton de Crécy-la-Chapelle - canton de Dammartin-en-Goële - canton de la Ferté-sous-Jouarre - canton de Lizy-sur-Ourcq - canton de Meaux-Nord - canton de Meaux-Sud - canton de Mitry-Mory

- arrondissement de Fontainebleau (6 cantons - sous-préfecture : Fontainebleau). Ces cantons ont une population moyenne de 24 141 habitants :
canton de La Chapelle-la-Reine - canton de Château-Landon - canton de Fontainebleau - canton de Lorrez-le-Bocage-Préaux - canton de Moret-sur-Loing - canton de Nemours

- arrondissement de Provins (9 cantons - sous-préfecture : Provins). Ces cantons ont une population moyenne de 16 424 habitants :
canton de Bray-sur-Seine - canton de Donnemarie-Dontilly - canton de la Ferté-Gaucher - canton de Montereau-Fault-Yonne - canton de Nangis - canton de Provins - canton de Rebais - canton de Rozay-en-Brie - canton de Villiers-Saint-Georges

### Redécoupage cantonal de 2014
Dans la poursuite de la réforme territoriale engagée en 2010, l'Assemblée nationale adopte définitivement le 17 avril 2013 la réforme du mode de scrutin pour les élections départementales destinée à garantir la parité hommes/femmes. Les lois (loi organique 2013-402 et loi 2013-403) sont promulguées le 17 mai 2013. Un nouveau découpage territorial est défini par décret du 18 février 2014 pour le département de Seine-et-Marne. Celui-ci entre en vigueur lors du premier renouvellement général des assemblées départementales suivant la publication du décret, prévu en mars 2015. Les conseillers départementaux sont élus au scrutin majoritaire binominal mixte. Les électeurs de chaque canton éliront au Conseil départemental, nouvelle appellation des Conseils généraux, deux membres de sexe différent, qui se présenteront en binôme de candidats. Les conseillers départementaux seront élus pour 6 ans au scrutin binominal majoritaire à deux tours, l'accès au second tour nécessitant 10 % des inscrits au 1er tour. En outre la totalité des conseillers départementaux est renouvelée.
Ce nouveau mode de scrutin nécessite un redécoupage des cantons dont le nombre est divisé par deux avec arrondi à l'unité impaire supérieure si ce nombre n'est pas entier impair et avec des conditions de seuils minimaux. En Seine-et-Marne le nombre de cantons passe ainsi de 43 à 23.
Les critères du remodelage cantonal sont les suivants : le territoire de chaque canton doit être défini sur des bases essentiellement démographiques, le territoire de chaque canton doit être continu et les communes de moins de 3 500 habitants sont entièrement comprises dans le même canton. Il n’est fait référence, ni aux limites des arrondissements, ni à celles des circonscriptions législatives.
Conformément à de multiples décisions du Conseil constitutionnel depuis 1985 et notamment  sa décision no 2010-618 DC du 9 décembre 2010,  il est admis que le principe d’égalité des électeurs au regard des critères démographiques est respecté lorsque le ratio conseiller/habitant de la circonscription est compris dans une fourchette de 20 % de part et d'autre du ratio moyen conseiller/habitant du département. Pour le département de Seine-et-Marne, la population de référence est la population légale en vigueur au 1er janvier 2013, à savoir la population millésimée 2010, soit 1 324 865 habitants. Avec 23 cantons la population moyenne par conseiller départemental est de 57 603 habitants. Ainsi la population de chaque nouveau canton doit-elle être comprise entre 46 082 habitants et 69 123 habitants pour respecter le principe de l'égalité citoyenne au vu des critères démographiques.

## Composition actuelle

### Composition détaillée
| N° | Nom du Canton            | Bureau centralisateur    | Population 2010 | Écart /moyenne | Nombre de communes entières | Communes composant le canton |
| -- | ------------------------ | ------------------------ | --------------- | -------------- | --------------------------- | --- |
| 1  | Champs-sur-Marne         | Champs-sur-Marne         | 56 648          | 0,98           | 4                           | Champs-sur-Marne, Croissy-Beaubourg, Lognes, Noisiel. |
| 2  | Chelles                  | Chelles                  | 52 779          | 0,92           | 1                           | Chelles. |
| 3  | Claye-Souilly            | Claye-Souilly            | 48 608          | 0,84           | 30                          | Annet-sur-Marne, Barcy, Chambry, Charmentray, Charny, Claye-Souilly, Crégy-lès-Meaux, Cuisy, Forfry, Fresnes-sur-Marne, Gesvres-le-Chapitre, Gressy, Isles-lès-Villenoy, Iverny, Mareuil-lès-Meaux, Messy, Monthyon, Chauconin-Neufmontiers, Oissery, Penchard, Le Plessis-aux-Bois, Le Plessis-l'Évêque, Précy-sur-Marne, Saint-Mesmes, Saint-Soupplets, Trilbardou, Varreddes, Vignely, Villenoy, Villeroy. |
| 4  | Combs-la-Ville           | Combs-la-Ville           | 66 750          | 1,16           | 5                           | Brie-Comte-Robert, Combs-la-Ville, Lieusaint, Moissy-Cramayel, Réau. |
| 5  | Coulommiers              | Coulommiers              | 62 032          | 1,08           | 50                          | Amillis, Aulnoy, Beautheil-Saints, Bellot, Boissy-le-Châtel, Boitron, La Celle-sur-Morin, Chailly-en-Brie, La Chapelle-Moutils, Chartronges, Chauffry, Chevru, Choisy-en-Brie, Coulommiers, Dagny, Doue, La Ferté-Gaucher, Giremoutiers, Hautefeuille, Hondevilliers, Jouy-sur-Morin, Lescherolles, Leudon-en-Brie, Maisoncelles-en-Brie, Marolles-en-Brie, Mauperthuis, Meilleray, Montdauphin, Montenils, Montolivet, Mouroux, Orly-sur-Morin, Pézarches, Rebais, Sablonnières, Saint-Augustin, Saint-Barthélemy, Saint-Cyr-sur-Morin, Saint-Denis-lès-Rebais, Saint-Germain-sous-Doue, Saint-Léger, Saint-Mars-Vieux-Maisons, Saint-Martin-des-Champs, Saint-Ouen-sur-Morin, Saint-Rémy-la-Vanne, Saint-Siméon, Touquin, La Trétoire, Verdelot, Villeneuve-sur-Bellot. |
| 6  | La Ferté-sous-Jouarre    | La Ferté-sous-Jouarre    | 58 874          | 1,02           | 47                          | Armentières-en-Brie, Bassevelle, Bussières, Chamigny, Changis-sur-Marne, Citry, Cocherel, Congis-sur-Thérouanne, Coulombs-en-Valois, Crouy-sur-Ourcq, Dhuisy, Douy-la-Ramée, Étrépilly, La Ferté-sous-Jouarre, Fublaines, Germigny-l'Évêque, Germigny-sous-Coulombs, Isles-les-Meldeuses, Jaignes, Jouarre, Lizy-sur-Ourcq, Luzancy, Marcilly, Mary-sur-Marne, May-en-Multien, Méry-sur-Marne, Montceaux-lès-Meaux, Nanteuil-lès-Meaux, Nanteuil-sur-Marne, Ocquerre, Pierre-Levée, Le Plessis-Placy, Poincy, Puisieux, Reuil-en-Brie, Saâcy-sur-Marne, Saint-Jean-les-Deux-Jumeaux, Sainte-Aulde, Sammeron, Sept-Sorts, Signy-Signets, Tancrou, Trilport, Trocy-en-Multien, Ussy-sur-Marne, Vendrest, Vincy-Manœuvre. |
| 7  | Fontainebleau            | Fontainebleau            | 64 382          | 1,12           | 34                          | Achères-la-Forêt, Amponville, Arbonne-la-Forêt, Avon, Barbizon, Boissy-aux-Cailles, Boulancourt, Bourron-Marlotte, Burcy, Buthiers, Cély, Chailly-en-Bière, La Chapelle-la-Reine, Fleury-en-Bière, Fontainebleau, Fromont, Guercheville, Héricy, Nanteau-sur-Essonne, Noisy-sur-École, Perthes, Recloses, Rumont, Saint-Germain-sur-École, Saint-Martin-en-Bière, Saint-Sauveur-sur-École, Samois-sur-Seine, Samoreau, Tousson, Ury, Le Vaudoué, Villiers-en-Bière, Villiers-sous-Grez, Vulaines-sur-Seine. |
| 8  | Fontenay-Trésigny        | Fontenay-Trésigny        | 48 972          | 0,85           | 33                          | Bernay-Vilbert, La Chapelle-Iger, Les Chapelles-Bourbon, Châtres, Chaumes-en-Brie, Coubert, Courpalay, Courquetaine, Crèvecœur-en-Brie, Dammartin-sur-Tigeaux, Évry-Grégy-sur-Yerre, Faremoutiers, Fontenay-Trésigny, Grisy-Suisnes, Guérard, La Houssaye-en-Brie, Limoges-Fourches, Lissy, Liverdy-en-Brie, Lumigny-Nesles-Ormeaux, Marles-en-Brie, Mortcerf, Neufmoutiers-en-Brie, Ozouer-le-Voulgis, Pécy, Le Plessis-Feu-Aussoux, Pommeuse, Presles-en-Brie, Rozay-en-Brie, Soignolles-en-Brie, Solers, Vaudoy-en-Brie, Voinsles. |
| 9  | Lagny-sur-Marne          | Lagny-sur-Marne          | 60 202          | 1,05           | 14                          | Carnetin, Chalifert, Chanteloup-en-Brie, Conches-sur-Gondoire, Dampmart, Gouvernes, Guermantes, Jablines, Lagny-sur-Marne, Lesches, Montévrain, Pomponne, Saint-Thibault-des-Vignes, Thorigny-sur-Marne. |
| 10 | Meaux                    | Meaux                    | 50 755          | 0,88           | 1                           | Meaux. |
| 11 | Melun                    | Melun                    | 61 162          | 1,06           | 9                           | Livry-sur-Seine, Maincy, Melun, Montereau-sur-le-Jard, La Rochette, Rubelles, Saint-Germain-Laxis, Vaux-le-Pénil, Voisenon. |
| 12 | Mitry-Mory               | Mitry-Mory               | 56 875          | 0,99           | 19                          | Compans, Dammartin-en-Goële, Juilly, Longperrier, Marchémoret, Mauregard, Le Mesnil-Amelot, Mitry-Mory, Montgé-en-Goële, Moussy-le-Neuf, Moussy-le-Vieux, Nantouillet, Othis, Rouvres, Saint-Mard, Saint-Pathus, Thieux, Villeneuve-sous-Dammartin, Vinantes. |
| 13 | Montereau-Fault-Yonne    | Montereau-Fault-Yonne    | 64 011          | 1,11           | 21                          | Barbey, La Brosse-Montceaux, Cannes-Écluse, Champagne-sur-Seine, Courcelles-en-Bassée, Esmans, Forges, La Grande-Paroisse, Laval-en-Brie, Marolles-sur-Seine, Misy-sur-Yonne, Montereau-Fault-Yonne, Moret-Loing-et-Orvanne, Saint-Germain-Laval, Saint-Mammès, Salins, Thomery, Varennes-sur-Seine, Vernou-la-Celle-sur-Seine, Villecerf, Ville-Saint-Jacques. |
| 14 | Nangis                   | Nangis                   | 56 693          | 0,98           | 46                          | Andrezel, Argentières, Aubepierre-Ozouer-le-Repos, Beauvoir, Blandy, Bois-le-Roi, Bombon, Bréau, Champdeuil, Champeaux, La Chapelle-Gauthier, La Chapelle-Rablais, Chartrettes, Châteaubleau, Le Châtelet-en-Brie, Châtillon-la-Borde, Clos-Fontaine, Courtomer, Crisenoy, La Croix-en-Brie, Échouboulains, Les Écrennes, Féricy, Fontaine-le-Port, Fontains, Fontenailles, Fouju, Gastins, Grandpuits-Bailly-Carrois, Guignes, Machault, Moisenay, Mormant, Nangis, Pamfou, Quiers, Rampillon, Saint-Just-en-Brie, Saint-Méry, Saint-Ouen-en-Brie, Sivry-Courtry, Valence-en-Brie, Vanvillé, Verneuil-l'Étang, Vieux-Champagne, Yèbles. |
| 15 | Nemours                  | Nemours                  | 59 321          | 1,03           | 50                          | Arville, Aufferville, Bagneaux-sur-Loing, Beaumont-du-Gâtinais, Blennes, Bougligny, Bransles, Chaintreaux, Château-Landon, Châtenoy, Chenou, Chevrainvilliers, Chevry-en-Sereine, Darvault, Diant, Dormelles, Égreville, Faÿ-lès-Nemours, Flagy, Garentreville, La Genevraye, Gironville, Grez-sur-Loing, Ichy, Larchant, Lorrez-le-Bocage-Préaux, La Madeleine-sur-Loing, Maisoncelles-en-Gâtinais, Mondreville, Montcourt-Fromonville, Montigny-sur-Loing, Montmachoux, Nanteau-sur-Lunain, Nemours, Noisy-Rudignon, Nonville, Obsonville, Ormesson, Paley, Poligny, Remauville, Saint-Pierre-lès-Nemours, Souppes-sur-Loing, Thoury-Férottes, Treuzy-Levelay, Vaux-sur-Lunain, Villebéon, Villemaréchal, Villemer, Voulx. |
| 16 | Ozoir-la-Ferrière        | Ozoir-la-Ferrière        | 59 348          | 1,03           | 12                          | Chevry-Cossigny, Favières, Férolles-Attilly, Ferrières-en-Brie, Gretz-Armainvilliers, Lésigny, Ozoir-la-Ferrière, Pontcarré, Servon, Tournan-en-Brie, Villeneuve-le-Comte, Villeneuve-Saint-Denis. |
| 17 | Pontault-Combault        | Pontault-Combault        | 65 231          | 1,13           | 3                           | Émerainville, Pontault-Combault, Roissy-en-Brie. |
| 18 | Provins                  | Provins                  | 57 313          | 0,99           | 81                          | Augers-en-Brie, Baby, Balloy, Bannost-Villegagnon, Bazoches-lès-Bray, Beauchery-Saint-Martin, Beton-Bazoches, Bezalles, Boisdon, Bray-sur-Seine, Cerneux, Cessoy-en-Montois, Chalautre-la-Grande, Chalautre-la-Petite, Chalmaison, Champcenest, La Chapelle-Saint-Sulpice, Châtenay-sur-Seine, Chenoise-Cucharmoy, Courchamp, Courtacon, Coutençon, Donnemarie-Dontilly, Égligny, Éverly, Fontaine-Fourches, Frétoy, Gouaix, Gravon, Grisy-sur-Seine, Gurcy-le-Châtel, Hermé, Jaulnes, Jouy-le-Châtel, Jutigny, Léchelle, Lizines, Longueville, Louan-Villegruis-Fontaine, Luisetaines, Maison-Rouge, Les Marêts, Meigneux, Melz-sur-Seine, Mons-en-Montois, Montceaux-lès-Provins, Montigny-le-Guesdier, Montigny-Lencoup, Mortery, Mousseaux-lès-Bray, Mouy-sur-Seine, Noyen-sur-Seine, Les Ormes-sur-Voulzie, Paroy, Passy-sur-Seine, Poigny, Provins, Rouilly, Rupéreux, Saint-Brice, Saint-Hilliers, Saint-Loup-de-Naud, Saint-Martin-du-Boschet, Saint-Sauveur-lès-Bray, Sainte-Colombe, Sancy-lès-Provins, Savins, Sigy, Sognolles-en-Montois, Soisy-Bouy, Sourdun, Thénisy, La Tombe, Villenauxe-la-Petite, Villeneuve-les-Bordes, Villiers-Saint-Georges, Villiers-sur-Seine, Villuis, Vimpelles, Voulton, Vulaines-lès-Provins. |
| 19 | Saint-Fargeau-Ponthierry | Saint-Fargeau-Ponthierry | 47 030          | 0,82           | 6                           | Boissise-le-Roi, Dammarie-les-Lys, Nandy, Pringy, Saint-Fargeau-Ponthierry, Seine-Port. |
| 20 | Savigny-le-Temple        | Savigny-le-Temple        | 66 216          | 1,15           | 6                           | Boissettes, Boissise-la-Bertrand, Cesson, Le Mée-sur-Seine, Savigny-le-Temple, Vert-Saint-Denis. |
| 21 | Serris                   | Serris                   | 61 660          | 1,07           | 24                          | Bailly-Romainvilliers, Bouleurs, Boutigny, Chessy, Condé-Sainte-Libiaire, Couilly-Pont-aux-Dames, Coulommes, Coupvray, Coutevroult, Crécy-la-Chapelle, Esbly, La Haute-Maison, Magny-le-Hongre, Montry, Quincy-Voisins, Saint-Fiacre, Saint-Germain-sur-Morin, Sancy, Serris, Tigeaux, Vaucourtois, Villemareuil, Villiers-sur-Morin, Voulangis. |
| 22 | Torcy                    | Torcy                    | 50 264          | 0,87           | 5                           | Bussy-Saint-Georges, Bussy-Saint-Martin, Collégien, Jossigny, Torcy. |
| 23 | Villeparisis             | Villeparisis             | 49 739          | 0,86           | 6                           | Brou-sur-Chantereine, Courtry, Le Pin, Vaires-sur-Marne, Villeparisis, Villevaudé. |
|    |                          |                          | 1 324 865       |                | 514                         | |

### Répartition par arrondissement
Contrairement à l'ancien découpage où chaque canton était inclus à l'intérieur d'un seul arrondissement, le nouveau découpage territorial s'affranchit des limites des arrondissements. Certains cantons peuvent être composés de communes appartenant à des arrondissements différents. Dans le département de Seine-et-Marne, c'est le cas de huit cantons (Claye-Souilly, Coulommiers, Fontainebleau, Fontenay-Trésigny, Montereau-Fault-Yonne, Nangis, Ozoir-la-Ferrière et Serris).
Le tableau suivant présente la répartition par arrondissement :
| N° | Canton                   | Meaux | Melun | Provins | Fontainebleau | Torcy | Total |
| -- | ------------------------ | ----- | ----- | ------- | ------------- | ----- | ----- |
| 1  | Champs-sur-Marne         |       |       |         |               | 4     | 4     |
| 2  | Chelles                  |       |       |         |               | 1     | 1     |
| 3  | Claye-Souilly            | 28    |       |         |               | 2     | 30    |
| 4  | Combs-la-Ville           |       | 5     |         |               |       | 5     |
| 5  | Coulommiers              | 12    |       | 39      |               |       | 51    |
| 6  | La Ferté-sous-Jouarre    | 47    |       |         |               |       | 47    |
| 7  | Fontainebleau            |       | 10    |         | 24            |       | 34    |
| 8  | Fontenay-Trésigny        | 3     | 13    | 17      |               |       | 33    |
| 9  | Lagny-sur-Marne          |       |       |         |               | 14    | 14    |
| 10 | Meaux                    | 1     |       |         |               |       | 1     |
| 11 | Melun                    |       | 9     |         |               |       | 9     |
| 12 | Mitry-Mory               | 19    |       |         |               |       | 19    |
| 13 | Montereau-Fault-Yonne    |       |       | 14      | 7             |       | 21    |
| 14 | Nangis                   |       | 35    | 10      | 1             |       | 46    |
| 15 | Nemours                  |       |       |         | 51            |       | 51    |
| 16 | Ozoir-la-Ferrière        |       | 7     | 2       |               | 3     | 12    |
| 17 | Pontault-Combault        |       |       |         |               | 3     | 3     |
| 18 | Provins                  |       |       | 82      |               |       | 82    |
| 19 | Saint-Fargeau-Ponthierry |       | 6     |         |               |       | 6     |
| 20 | Savigny-le-Temple        |       | 6     |         |               |       | 6     |
| 21 | Serris                   | 18    |       | 1       |               | 5     | 24    |
| 22 | Torcy                    |       |       |         |               | 5     | 5     |
| 23 | Villeparisis             |       |       |         |               | 6     | 6     |
|    |                          | 128   | 91    | 165     | 83            | 43    | 514   |

## Historique
- 1er janvier 2006[8] : le canton de Rebais et le canton de Rozay-en-Brie sont rattachés à l'arrondissement de Provins.
- 26 février 1993[9] : Création du canton de Thorigny-sur-Marne.
- 27 février 1991[10] : création des cantons de Combs-la-Ville et du Mée-sur-Seine.
- 22 janvier 1985[11] : Création des cantons de Pontault-Combault, Champs-sur-Marne et Noisiel.
- 27 janvier 1982[12]: Création du canton de Mitry-Mory.
- 28 octobre 1975[13] : création des cantons de Savigny-le-Temple, Perthes-en-Gathinais, Vaires-sur-Marne, Torcy, et de Roissy-en-Brie. Le canton de Meaux est divisé en deux, Meaux-Nord et Meaux-Sud.

## Homonymies
Il n'y a pas d'homonymie pour l'arrondissement de Torcy et le canton de Torcy, mais il y a une homonymie pour la commune chef-lieu.
Il n'y a pas d'homonymie pour les cantons de Chelles, de Coulommiers et de Perthes, mais chacune des communes chefs-lieux a un ou plusieurs homonymes exacts ou partiels.